# 鳴海山
鳴海山是臺灣高雄市茂林區萬山里與多納里交界處的一座山，屬中央山脈，海拔1408.7公尺，為萬山里最高峰，名列臺灣小百岳，2003年被選為高雄縣十大名山，山頂立有三等三角點7139號基石，北方約2公里處的山麓為林業試驗所扇平森林生態科學園。山脊東北方接連御油山、榆油山、見付山等山，往西轉南接連網子山、真我山等山，構成荖濃溪（主流和支流扇平溪）與濁口溪的分水嶺。
鳴海山之名為日式地名，得名自日治時期曾設置的鳴海分遣所。1910年代，阿緱廳籌建六龜警備線，沿線的分遣所依序以日本東海道五十三次中的宿場命名。該警備線途經御油山至真我山的稜線，其中的鳴海山是全線南段的最高點，山頂附近的鳴海分遣所則取名自今愛知縣名古屋市的鳴海宿。鳴海分遣所於1932年前裁撤，但原址至今仍留有分遣所的部分砌石駁坎。